# جيمي سبنسر (لاعب كرة قدم أمريكية)
جيمي سبنسر (بالإنجليزية: Jimmy Spencer)‏ هو لاعب كرة قدم أمريكية أمريكي، ولد في 29 مارس 1969 في مانينغ في الولايات المتحدة.

## وصلات خارجية
- جيمي سبنسر على موقع مرجع كرة القدم المحترفة.كوم (الإنجليزية)